# Trox strzeleckensis
Trox strzeleckensis är en skalbaggsart som beskrevs av Blackburn 1895. Trox strzeleckensis ingår i släktet Trox och familjen knotbaggar. Inga underarter finns listade i Catalogue of Life.